# Truth or Dare (2011)
Truth or Dare é um filme britânico de thriller psicológico de 2011, dirigido por Robert Heath e escrito por Matthew McGuchan. O filme é estrelado por David Oakes, Tom Kane, Jennie Jacques, Liam Boyle, Jack Gordon, Florence Hall e Alexander Vlahos.

## Elenco
- Tom Kane como Felix
- Liam Boyle como Paul
- Jack Gordon como Chris
- Florence Hall como Gemma
- Jennie Jacques como Eleanor
- Alexander Vlahos como Luke
- Jason Maza como Jonesy
- Mark Underwood como Cashier
- David Sterne como Woodbridge
- David Oakes como Justin